# Краснополля (Волгоградська область)
Краснополля (рос. Краснополье) — село у Нехаєвському районі Волгоградської області Російської Федерації.
Населення становить 370  осіб. Входить до складу муніципального утворення Краснопольське сільське поселення.

## Історія
Село розташоване у межах українського історичного та культурного регіону Жовтий Клин.
Згідно із законом від 14 лютого 2005 року № 1006-ОД органом місцевого самоврядування є Краснопольське сільське поселення.

## Населення
| 2010 | 2012 | 2013 | 2014 | 2015 | 2016 | 2017 |
| ---- | ---- | ---- | ---- | ---- | ---- | ---- |
| 453  | ↘426 | ↘411 | ↘398 | ↘387 | ↘378 | ↘370 |